# B.B.B
Albums de Dal Shabet
Be Ambitious
(2013) Joker Is Alive
(2015)
Singles
1. B.B.B (Big Baby Baby)
Sortie : 8 janvier 2014

B.B.B est le septième mini-album du girl group sud-coréen Dal Shabet. L'album est sorti le 8 janvier 2014. "B.B.B (Big Baby Baby)" a servi de titre promotionnel.

## Contexte et sortie
La sortie de l'album de Dal Shabet est annoncée le 12 décembre 2013. L'agence du groupe, Happy Face Entertainment, a révélé "Dal Shabet sera de retour durant la seconde semaine de janvier. Elles sortiront un album avec un look plus mature". Le 2 janvier 2014, Dal Shabet met en ligne les photos du concept de son prochain album, le groupe y montre un côté plus sombre et mature. Le teaser du clip vidéo de "B.B.B (Big Baby Baby)" est mis en ligne le 6 janvier. L'album est publié physiquement et numériquement le 8 janvier 2014.

## Liste des titres
| 1.    | REWIND                                                        | BEATAMIN, Benny Banana         | BEATAMIN                       | 3:36 |
| 2.    | B.B.B (Big Baby Baby)                                         | Shinsadong Tiger, Beomi, Nangi | Shinsadong Tiger, Beomi, Nangi | 3:40 |
| 3.    | Just Pass By (그냥 지나가) (Subin solo; feat. Ilhoon de BTOB) | Subin, Ilhoon                  | Subin                          | 3:45 |
| 4.    | Memories of You (너였나봐)                                    | Beomi, Nangi                   | Beomi, Nangi                   | 3:15 |
| 5.    | B.B.B (Big Baby Baby) (S.Tiger Remix)                         | Shinsadong Tiger, Beomi, Nangi | Shinsadong Tiger, Beomi, Nangi | 3:40 |
| 6.    | B.B.B (Big Baby Baby) (Inst.)                                 | ---                            | Shinsadong Tiger. Beomi, Nangi | 3:40 |
| 21:36 |                                                               |                                |                                |      |

## Classement

### Single
| Titre                   | Meilleure position | Meilleure position      |
| Titre                   | COR                | COR                     |
| Titre                   | Gaon               | Billboard K-Pop Hot 100 |
| ----------------------- | ------------------ | ----------------------- |
| "B.B.B (Big Baby Baby)" | 16                 | 15                      |

### Album
| Classement               | Meilleure position |
| ------------------------ | ------------------ |
| Gaon Weekly album chart  | 7                  |
| Gaon Monthly album chart | 19                 |

### Ventes et certifications
| Classement                | Quantité      |
| ------------------------- | ------------- |
| ventes physiques sur Gaon | plus de 5 495 |